# Małgorzata Birbach
Małgorzata Birbach, obecnie Kowalewicz (ur. 17 lutego 1960 w Brodnicy) – polska lekkoatletka, specjalizująca się w biegach długodystansowych, mgr inżynier zootechnik.

## Kariera
Zawodniczka Gwardii Olsztyn. Olimpijka z Barcelony (1992) - 26. miejsce w maratonie. Rekord życiowy w maratonie: 2:28:11 (Boston 1992).
Trzykrotna złota medalistka mistrzostw Polski:
- Żagań 1988 – bieg przełajowy (ok. 4000 m)
- Olsztyn 1990 – bieg przełajowy (ok. 3500 m)
- Wrocław 1998 – bieg maratoński